# Il figlio dello sceicco (film 1926)
Il figlio dello sceicco (The Son of the Sheik) è un film del 1926 diretto da George Fitzmaurice e uscito nelle sale il 5 settembre 1926.
Seguito de Lo sceicco (1921) e anch'esso tratto da un romanzo di Edith Maud Hull, è l'ultimo film del divo Valentino, qui in una doppia parte. Nel film appare anche Agnes Ayres, la protagonista del film precedente, nel ruolo della moglie dello sceicco.
Nel 2003 è stato scelto per la conservazione nel National Film Registry della Biblioteca del Congresso degli Stati Uniti.

## Trama
Anni dopo gli eventi del primo film lo sceicco Ahmed e lady Diana si sono felicemente sposati e hanno avuto un figlio che hanno chiamato "Ahmed", come il padre. Il giovane Ahmed, figlio dello sceicco, si invaghisce della danzatrice Yasmin, figlia di un capobanda di una carovana di artisti, che in realtà sono una banda di ladri, e le dona il suo anello come pegno d'amore. I due si danno appuntamento tra delle vecchie rovine dove si dichiarano amore reciproco, anche se Ahmed non le dice il suo nome. Purtroppo il padre di Yasmin e Ghabah, uno spasimante di Yasmin, l'hanno seguita di nascosto e catturano Ahmed per farsi pagare un ricco riscatto. Durante la prigionia Ghabah avvelena la mente di Ahmed dicendogli che la giovane gli ha sempre mentito e che non l'ha mai amato, spezzandogli il cuore. Fortunatamente gli uomini di Ahmed accorrono in suo aiuto e lo salvano, senza sapere che quella stessa notte Yasmin stava per fare lo stesso ma arriva tardi.
Tempo dopo la carovana di Yasmin giunge in città e Ahmed rivede la giovane ma a causa delle parole di Ghabah, convinto che lei l'abbia tradito, la tratta freddamente; per vendetta una sera mentre si esibisce in un locale Ahmed rapisce Yasmin e la porta nel suo accampamento nel deserto. Ahmed forza Yasmin a compiacerlo anche se lei afferma di odiarlo per ciò che le sta facendo. Poco alla volta l'amore che provano diventa più forte del loro odio, anche se il loro orgoglio impedisce loro di ammetterlo.
Intanto lo sceicco Ahmed, padre del giovane Ahmed, gli sta organizzando un matrimonio combinato nella speranza che il figlio metta la testa a posto, anche se la moglie Diana cerca di ricordare al marito che suo figlio è uguale a lui, sia nell'aspetto che nel carattere, e per quanto voglia piegarlo al suo volere non potrà farlo.
Ahmed resosi conto di aver sbagliato a ferire Yasmin la libera e ordina al suo servitore Ramadan di ricondurla in città ma prima di lasciare l'accampamento Yasmin perde l'anello che Ahmed le aveva donato. Sulla strada per la città Yasmin e Ramadan vengono accerchiati da Ghabah e dai suoi uomini che la rapiscono e feriscono Ramadan. Ahmed, venuto a sapere del rapimento e del fatto che Yasmin non solo non l'aveva mai tradito ma anche non ha mai smesso di amarlo, si precipita nel covo dei ladri, dove la sua amata è tenuta prigioniera, per salvarla. Lo sceicco Ahmed venuto a sapere delle intenzioni del figlio, avendo capito che è finalmente maturato, lo raggiunge per prestargli aiuto.
Nella battaglia nel covo dei ladri Ghabah scappa e nella fuga cerca di portare via Yasmin ma Ahmed lo insegue e dopo uno scontro lo uccide.
Il malvagio è punito con la morte. Mentre i due innamorati cavalcano per il deserto consapevoli che staranno insieme per sempre.

## Produzione
Il film, prodotto dalla Feature Productions, venne girato in California alle Buttercup Dunes, Imperial County nel febbraio del 1926.

## Distribuzione
Venne distribuito nel 1926 dalla United Artists. Nel 1937, ne fu fatta una riedizione che fu distribuito dalla Art Cinema Associates. Un'altra edizione, del 1959, fu curata dalla Dominant Pictures Corporation.

### Date di uscita
Uscita film su IMDb Uscita in video o DVD
- USA	9 luglio 1926	 (Los Angeles, California) (première)
- USA	5 settembre 1926
- Finlandia	18 novembre 1926
- USA	8 ottobre 1937	 (riedizione)
- Norvegia	24 ottobre 1938	 (riedizione)
- Ungheria	22 luglio 1939
- Italia 1946 (riedizione sonorizzata)
- USA 1959  (riedizione)
- USA 1991 VHS
- USA 2000 VHS (riedizione)
- USA 2002 DVD
- USA 2003 VHS
- Spagna 2003 DVD (riedizione)
- Italia 2007 DVD
- Francia 2009 DVD

Alias
- The Son of the Sheik	USA (titolo originale)
- A sejk fia	Ungheria
- Der Sohn des Scheich	Germania
- Der Sohn des Scheik	Austria
- El hijo del caíd	Spagna
- El hijo del sheik	Argentina
- Il figlio dello sceicco	Italia
- O Filho do Sheik	Portogallo
- O yios tou seihi	Grecia
- Sheikin poika	Finlandia
- Syn szejka	Polonia